# 涙の夕焼け
『涙の夕焼け』（なみだのゆうやけ）は1996年8月27日に発売されたKAN21作目のシングル。

## 概要
1996年5月27日発売の10thアルバム『MAN』1曲目収録曲をリカット。フジテレビ系列ワイドショー『ビッグトゥデイ』エンディングテーマ。イントロにアナログ・レコードのノイズを使用した叙情的な楽曲。
KAN作品ではシングル「まゆみ」のC/W「フランスについた日（Re-arranged）」以来となる十川知司を編曲家に起用した。
C/W曲「Permanent Dragon」は、同年のコンサート・ツアー『LA TOUR DOMESTICA DEL'ESTATE DAL DICIOTTO MAGGIO AL TREDICI LUGIO』オープニングで歌唱された。1996年6月22日に中野サンプラザで録音されたものを音源化している。

## 収録曲
全曲　作詞・作曲：KAN
1. 涙の夕焼け
  - 編曲：KAN・十川知司
2. Permanent Dragon（演奏：ヤン嶋田とニュー・ブリーフ）
  - 編曲：KAN
3. 涙の夕焼け（キャラオケ）

## 「涙の夕焼け」参加ミュージシャン
- KAN（Vocal/Chorus/Keyboards）
- 十川知司（Keyboards）
- 西川進（Guitars）
- 森達彦（Synthesizer Programing）
- 北岡徹也（Synthesizer Programing）
- 曳田修（Chorus）
- 鈴木弘明（Chorus）